# کومبالوم، نیو ساوت ولز
کومبالوم (به انگلیسی: Cumbalum) یک منطقهٔ مسکونی در استرالیا است که در نیو ساوت ولز واقع شده‌است.